# NGC 7447
NGC 7447 is een ster in het sterrenbeeld Waterman. Het hemelobject werd op 8 oktober 1855 ontdekt door de Ierse astronoom Edward Joshua Cooper.